# Вісаїтов Мавлід Алероєвич
Мавлі́д Алеро́євич Вісаї́тов (нар. 13 травня 1913 — 23 травня 1986) — радянський військовик, Герой Радянського Союзу (1990, посмертно). Багатьма дослідниками вважається першим з воїнів РСЧА хто офіційно «потиснув руку» іншому воїну з військ союзників на р. Ельба у Німеччині.

## Біографія
Народився в селі Лаха Невре (або Надтеречне, нині Надтеречний район Чечні) в селянській родині. Чеченець. Закінчив кооперативний технікум в 1932 році.
У Червоній Армії з 1932 року. (можливо, щоб потрапити в армію спромігся зміни дати народження на 1913 р. в документах). У 1935 р. закінчив Орджонікідзенську піхотну школу і кавалерійські курси удосконалення командного складу в 1941 році.
Брав участь у вторгненні СРСР до Польщі для приєднання Західної України.
На фронтах німецько-радянської війни капітан Вісаітов з червня 1941 року. Відзначився в перших же боях на території України. У цих боях капітан Вісаітов був поранений.
Повернувшись у стрій після поранення, був призначений командиром окремого розвідувального батальйону 206-ї стрілецької дивізії.
З 13 травня 1942 року Мавлід Вісаїтов був призначений командиром 255-й окремого Чечено-інгушського кавалерійського полку. Проте полк зазнав непоправних втрат за час Сталінградської битви, а із залишків полку утворено окремий розвідувальний дивізіон у складі 4-го кавалерійського корпусу.
З січня 1943 по травень 1944 року на посадах начальника кавалерійських курсів для молодших офіцерів, пізніше інспектора кавалерії Південного фронту.
З вересня 1944 на посаді помічника командира 23-го гвардійського полку зі стройової частині.
З грудня 1944 по травень 1945 року командир 28-го гвардійського кавалерійського полку (6-а гвардійська кавалерійська дивізія, 3-й гвардійський кавалерійський корпус, 2-й Білоруський фронт).
На кінець 2 травня 1945 року полк вийшов на річку Ельба і на північ від міста Віттенберг в числі перших зустрівся з англо-американськими військами. Мавлід Вісаітов був одним з перших радянських офіцерів, які потиснули руки союзникам. Після зустрічі М. Вісаїтов від американців отримав орден «Легіон пошани», яким дуже пишався. Також у 1945 році представлений до звання Героя Радянського Союзу, але нагороджений лише орденом Леніна.
Проте дуже скоро полковник М. Вісаітов був удостоєний «честі» для особливого завдання — взяти участь в «усуненні» колишнього партійного діяча, чеченця Абдурахмана Авторханова, який втік з СРСР до Західної Європи. Підполковник Вісаїтов відмовився це робити.
Варто також взяти до уваги відкриту античеченську політику того часу в СРСР, яка не дуже торкнулась безпосередньо чеченців-військовиків у роки німецько-радянської війни. Проте по закінченню війни їх також спіткала доля їхнього народу (постановою ДКО СРСР № 5073 від 31 січня 1944 р. зазначалось про депортацію чеченців і інгушів з їхньої батьківщини до Казахстану, що цікаво, про це оголосили ще в березні 1944 р., коли розпорядження було виконано).
Дуже скоро життя М. Вісаїтова кардинально змінилося, з 1946 року його відчисляють з військової академії імені Фрунзе, а також без особливих причин звільняють з армії у запас (у званні підполковника), не враховуючи його прямі прохання та звернення до відповідних органів. Був висланий, як і всі чеченці, до Середньої Азії, де він одружився і де у нього народилося двоє синів. Жив у м. Фрунзе (нині Бішкек, Киргизстан)
9 січня 1957 Указом Президії Верховної ради СРСР Чечено-Інгуська АРСР була відновлена. Чеченці й інгуші стали повертатися до Чечні і Дагестану. У тому числі до батьківщини повернулась і родина Мавліда Вісаїтова.
Проте випробування тривали й далі: з посади заступника міністра внутрішніх справ Чечено-Інгушської АРСР був раптово звільнений, згодом працював на посаді директора колгоспу.
Жив у місті Грозний. Полковник (з 1965 р.). Помер 23 травня 1986 року. Похований у селі Надтеречному.

## Нагороди та вшанування пам'яті
Нагороджений орденом Леніна, орденом Червоного Прапора, орденом Суворова 3 ступеня, орденом Червоної Зірки та американським орденом «Легіон пошани»
Важливу роль у вшануванні пам'яті героя, у останні роки існування СРСР, відіграв військовий журналіст, полковник Ромен Звягельський (який детально досліджував епізод зустрічі американських і радянських військ на Ельбі). Наприкінці 1990 року на одній з урочистих подій міста Грозний прибула делегація на чолі з президентом СРСР Горбачовим, якому Р. Звягельський як журналіст при нагоді передав журнал зі своєю статтею про полковника М. Вісаїтова та прохав відновити справедливість і принаймні посмертно нагородити славетного командира 28-го гвардійського кавалерійського полку.
5 травня 1990 полковнику М. А. Вісаїтову присвоєно звання Героя Радянського Союзу, посмертно.
У Чечні його ім'ям названо вулиці багатьох населених пунктів. У травні 2010 року Героя вшановано встановленим на його честь пам'ятником у м. Грозний. За подій останнього часу, пам'ять про цю людину псує той факт, що привід згадати про нього використовують для просування «побідоносної і патріотичної» путінської колорадової пропаганди в Чечні.

## Праці
- От Терека до Эльби. — Грозный, 1966. (рос.)